# 向左走向右走 (中国电视剧)
《向左走，向右走》，中国大陆2004年出品的电视连续剧，由姚远、赖建国执导，陆毅、贾静雯等主演。